# Буревісник каліфорнійський
Буревісник каліфорнійський (Puffinus opisthomelas) — морський птах з родини буревісникових (Procellariidae).

## Поширення
Вид поширений у відкритому морі на сході Тихого океану та у Каліфорнійській затоці. Гніздиться на прибережних островах біля північної та західної Нижньої Каліфорнії, а саме на острові Ісла-Натівідад (приблизно 95 % гніздової популяції), острові Гвадалупе та острові Сан-Беніто.

## Опис
Довжина буревісника 30–38 см, розмах крил 76–89 см. Оперення його верхньої частини чорно-коричневе, а нижньої — біле, за винятком чорної нижньої частини хвоста.

## Спосіб життя
Харчується переважно дрібною рибою. Гніздиться колоніально в норах і печерах.